# Ctenodecticus ramburi
Ctenodecticus ramburi is een rechtvleugelig insect uit de familie sabelsprinkhanen (Tettigoniidae). De wetenschappelijke naam van deze soort is voor het eerst geldig gepubliceerd in 1956 door Morales-Agacino.
1. ↑  (en) Ctenodecticus ramburi op de IUCN Red List of Threatened Species.